# Madike Kannasandra, Kunigal
Madike Kannasandra là một làng thuộc tehsil Kunigal, huyện Tumkur, bang Karnataka, Ấn Độ.